# Nison-in

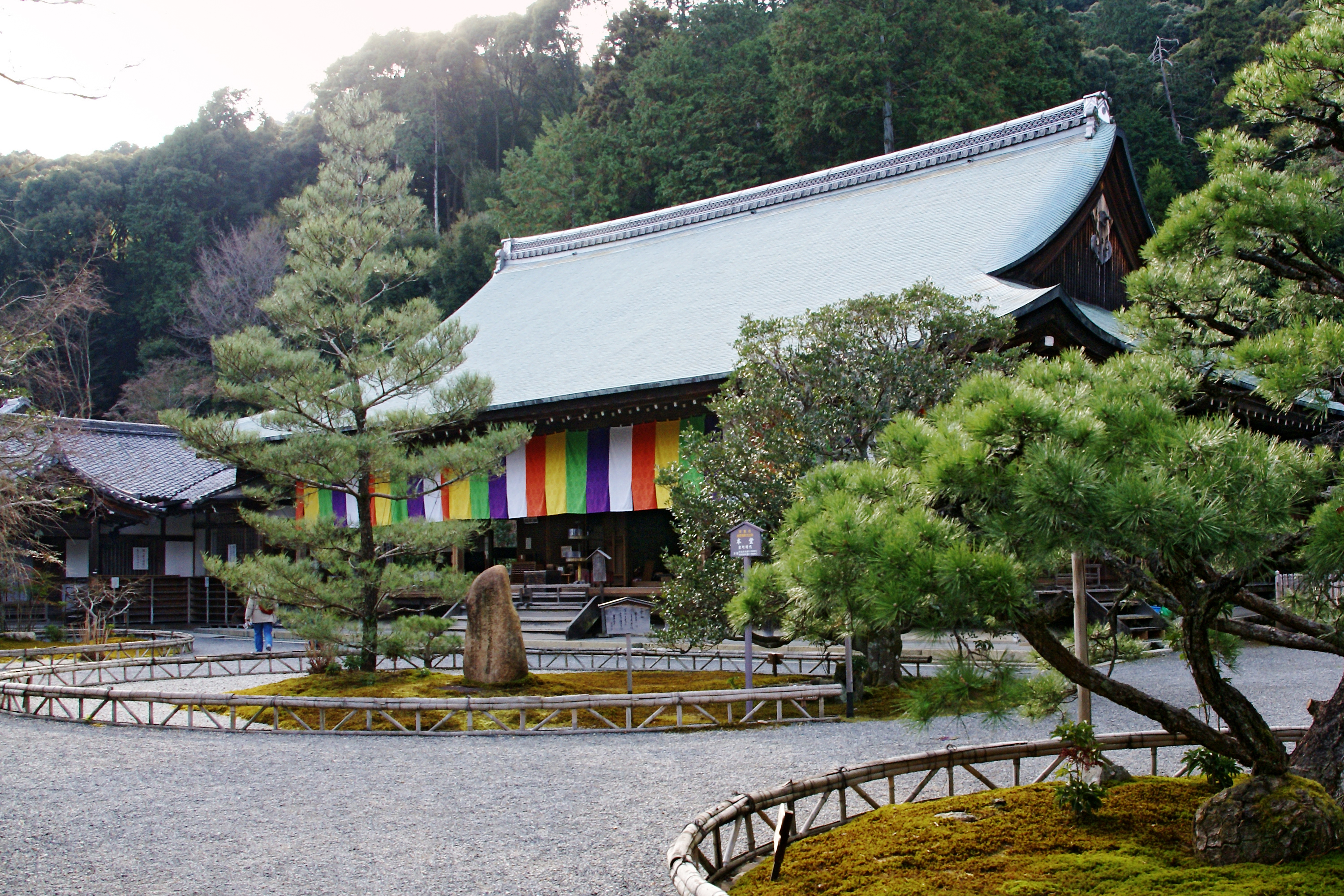
Vue du bâtiment principal du Nidon-in à Sagano, Kyoto.

Le Nison-in (二尊院) est un complexe de temple bouddhiste Tendai situé dans l'arrondissement Ukyō-ku, quartier occidental de Kyoto au Japon. Le nom officiel du temple est Ogura-yama Nison-kyō-in Keidai-ji (小倉山 二尊教院 華台寺, Ogura-yama Nison-kyō-in Keidai-ji). Le temple est une destination populaire pendant la saison d'observation érable japonais (la saison momiji).

## Deux images vénérées
Le temple tient son nom du fait qu'il y héberge deux images principales - une statue du Bouddha fondateur et une autre statue de celui qui a atteint l'illumination; ou en bref, Nison renvoie à ces « deux images vénérées ». Ces deux statues bouddhistes de l'époque de Heian sont désignées bien culturel important.
Le nom « Nison-in » est lui-même issu de deux images du temple principal, Shaka Nyorai (appelé le « Gautama Bouddha de Hakken » qui les monde nouveau-nés du monde[incompréhensible]), et Amitabha Tathagata (appelé l'« Amitabha de Raigei »qui accueille ceux qui sont morts).

## Histoire
Le Nison-in est fondé au début de l'époque de Heian. L'empereur Saga lance la mise en place du temple en 834, lequel fait à présent partie du complexe de temple Enryaku-ji. Aucun des bâtiments originaux n'a survécu à la destruction de la guerre d'Onin (1467–1477).

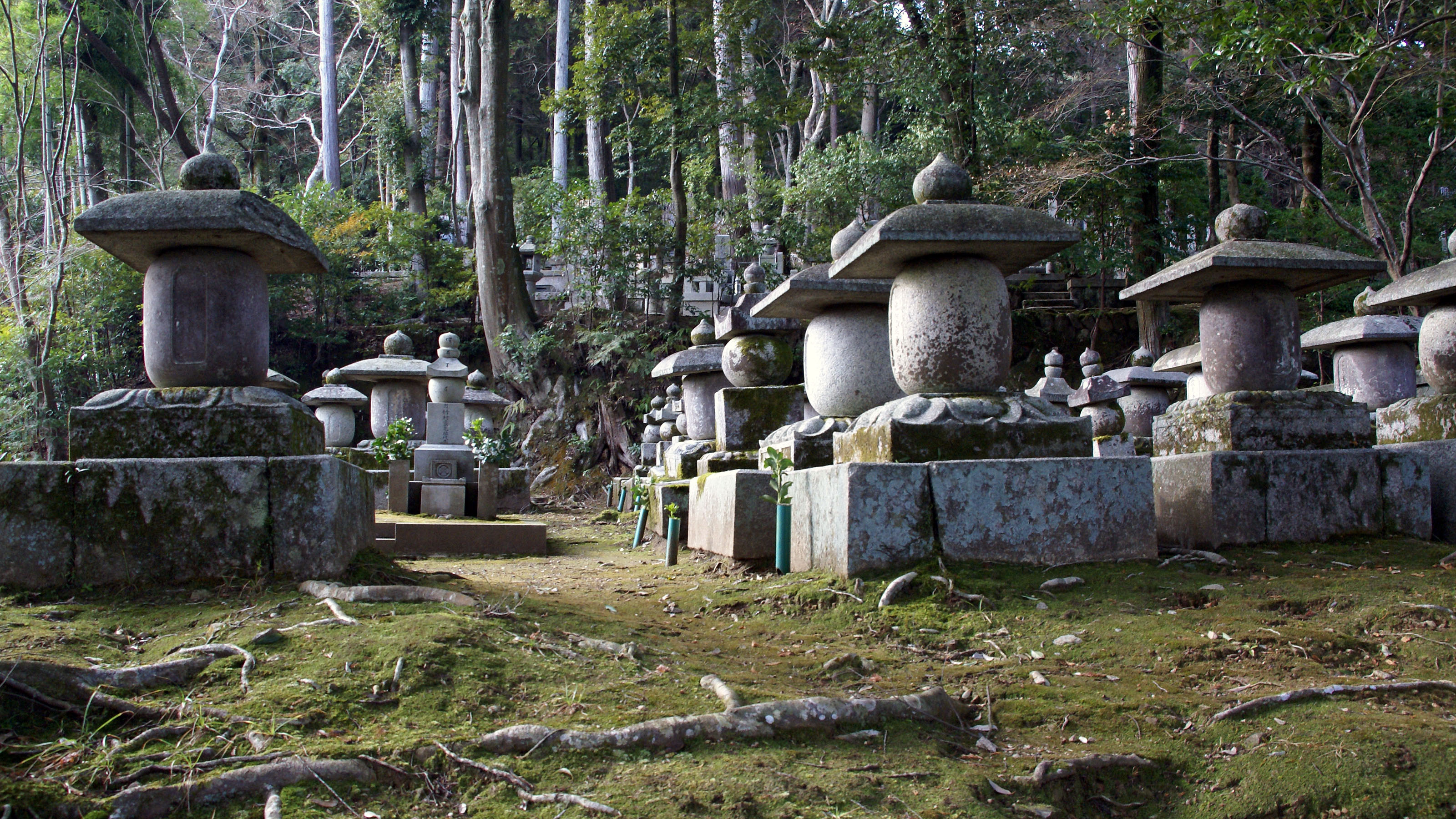
Vue du cimetière du Nison-in.

Le Nison-in est renommé pour son ancien cimetière qui comprend les tombes des empereurs et des membres de l'aristocratie. Le père de Sanjōnishi Sanetaka y est enterré.
Le Nison-in est impliqué de façon indirecte dans le tissu complexe des événements qui se déroulent après que les navires noirs du commodore Matthew Perry (militaire) sont entrés dans le port d'Edo en 1853. Pour la première fois depuis plus de deux siècles, le shogunat Tokugawa sollicite activement l'avis de l'empereur. L'empereur Komei demande à son conseil comment faire face aux nouvelles puissances étrangères. Entre autres, le naidaijin Sanjo Saki cherche à faire respecter et défendre l'honneur impérial en essayant de travailler avec Tokugawa Nariaki en argumentant contre l'approche conciliante favorisée par Hayashi Akira et les négociateurs du bakufu. Conséquence imprévue de son conseil, Sanjo reçoit l'ordre de se retirer comme moine au Nison-in où il meurt dans l'isolement. Après avoir appris sa mort, Komei envoie des émissaires impériaux au Nison-in pour élever l'ancien courtisan au rang posthume d'udaijin.

## Karuta
L'emplacement du temple sur le mont Ogura passe pour avoir été le site d'une villa appartenant à Fujiwara no Teika, le poète compilateur de l'anthologie « Cent poèmes par cent poètes » (百人一首, Hyakunin Isshu).
Chaque année en mai, le temple est l'hôte d'une reconstitution d'un jeu de carte littéraire de l'époque de Heian représenté par des femmes en costumes d'époque.